# 黒浜沼

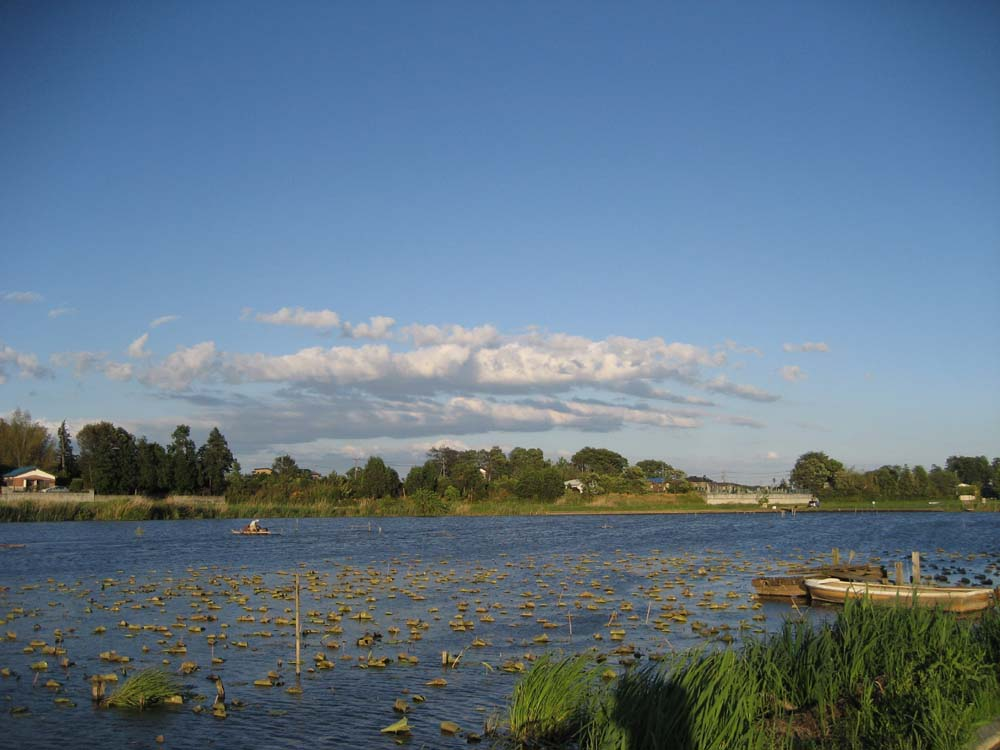
黒浜沼（上沼）

黒浜沼（くろはまぬま）は、埼玉県蓮田市大字黒浜に位置する沼。

## 概要
黒浜沼は上沼（うえぬま）および下沼（したぬま）の二つから成っている。付近を流れる元荒川（かつての荒川）の洪水によって形成された自然堤防によって谷地が堰き止められて出来た沼と考えられている。寛永期に沼を横断する堤が築かれ、そこを往還としたことによって沼は上沼と下沼に分かれた。明治期の記録である武蔵国郡村誌には「上沼」は東西2町30間（約273m）・南北3町（約327m）・周囲11町29間（約1253m）、「下沼」は東西50間（約91m）・南北1町30間（約164m）・周囲4町30間（約491m）と記されている。土砂の流入や埋め立てにより徐々にその面積を減らしてきている。
1979年（昭和54年）に「埼玉県自然環境保全地域」に指定され、2009年度（平成21年度）からは緑のトラスト保全地第11号地に指定され保全されている。2000年（平成12年）5月5日には、埼玉新聞社の「21世紀に残したい・埼玉ふるさと自慢100選」に選出された。
黒浜沼から流れ出る水の流末は新堀排水路（新堀）に集められ、最終的に隼人堀川へ流下する。また、かつては掘り上げ田も幾分か耕作されていた。

## 自然
さまざまな水生植物群落・鳥類・昆虫類等が確認されるなど沼特有の生態系が残されており、「ホタルの里」として知られている。また、釣り・バードウォッチングのポイントとしても知られている。
2016年上沼の北側2、3割を覆っていた在来種のハスが陸上で僅かに生えている部分を残して突然消滅した。沼に生息する外来種であるミシシッピアカミミガメやアメリカザリガニによる食害が疑われているが、消滅の原因は判っていない。

## 周辺
- 蓮田市立黒浜中学校
- 蓮田市立黒浜小学校
- 蓮田市立黒浜南小学校
- 蓮田市立黒浜保育園
- 元荒川

## 所在地
- 〒349-0101 - 埼玉県蓮田市大字黒浜4637-1